# Nilssonia gangeticus
Nilssonia gangeticus är en sköldpaddsart som beskrevs av  Cuvier 1825. Nilssonia gangeticus ingår i släktet Nilssonia och familjen lädersköldpaddor. IUCN kategoriserar arten globalt som sårbar. Inga underarter finns listade i Catalogue of Life.
Arten förekommer i avrinningsområdet av floden Ganges i Pakistan, Indien och Bangladesh. Kanske når den södra Nepal.